# Блестящие
«Блестя́щие» (укр. Блискучі) — російський жіночий поп-гурт. Свою історію веде з 1995 року. Продюсери колективу: Андрій Грозний і Андрій Шликов. Група — лауреат премій: «Пісня року», «Золотий грамофон».

## Історія колективу
Група «Блискучі» була створена в 1995 році продюсерами Андрієм Грозним і Андрієм Шликовим. Перший склад групи виглядав так: Ольга Орлова, Поліна Іодіс, Варвара Корольова. Дебютний альбом групи вийшов у 1997 році і називався так само, як і перша пісня, з якою вони з'явилися перед глядачами: «Там, лише там». Відразу після випуску першого альбому гурт залишила Варвара Корольова. На її місце узяли відразу двох вокалісток: Ірину Лук'янову та Жанну Фріске. У цьому ж році вийшов альбом реміксов групи: «Там, лише там (remixes)».
У 1998 році «Блестяшие» випускають альбом «Просто мрії». Незабаром пішла Поліна, і в 1999 році до групи приєдналася Ксенія Новікова.
У 2000 році виходить альбом «Про любов», услід за ним «Білим снігом». У цьому ж році по родинних обставинах залишив колектив соліст Ольга Орлова (автор багатьох пісень групи). Її змінила Юлія Ковальчук.
У 2001 виходить довгожданий «The Best» Блискучих. 2002 рік ознаменувався виходом альбому «За чотири моря». У 2003 році пішла Ірина Лук'янова — по тим же родинних обставинах, що свого часу Орлова, — співачка була вагітною. Колишню гімнастку Іру замінили майстром спорту з фігурного катання Ганною Семенович. Ганна швидко увійшла до загального ритму групи і спокійно продовжувала роботу своєї попередниці. В оновленому складі група «Блестящие» відправилася на Кіпр, щоб зняти кліп на нову пісню «Апельсиновий рай». Незабаром виходить новий музичний альбом з однойменною назвою. Після виходу в 2003 році восьмого альбому «Апельсиновий рай» групу покидає найяскравіший і граціозніший соліст колективу — Жанна Фріске. Не змінивши продюсерів, Жанна починає сольну кар'єру. На її місце 1 квітня 2004 прийшла Надія Ручка.
У цьому складі «Блестящие» записали новий альбом «Східні казки». Презентація «Східних казок» прошла в розважальному центрі «Кристал» в грудні 2005 року. На початку 2007 року з групи пішла Ганна Семенович, на її місце узяли Анастасію Осипову. В травні групу покинула Ксенія Новікова на її місце була прийнята Наталія Асмолова
На церемонії вручення премії MTV RMA в жовтні 2007 року «Блестяшие» піднесли справжній сюрприз всім своїм залицяльникам: на сцені з'явилися колишні і нинішні учасниці групи. Саме тоді Жанна Фріске представила нову «блискучу» — свою молодшу сестру Наташу Фріске.
У березні 2009 року до складу увійшла Ганна Дубовицька, що прийшла на зміну Наталій Асмолову.
У червні 2008 року молодша Фріске покинула колектив через навчання і вакантне місце зайняла юна Юліанна Лукашева. Через півтора року, в листопаді 2009 року Юліанна залишила гурт за власним бажанням. На її місце була запрошена Марина Бережна.
Чергове оновлення складу сталося в грудні 2009 року. І тепер право бути «Блестящими» закріпили за собою Надія Ручка, Анастасія Осипова, Ганна Дубовицька та Марина Бережна.
У червні 2011 року в групу повернулася легендарна солістка групи - Ксенія Новикова, через чотири роки після відходу.
У червні 2011 року Анна Дубовицька оголосила про те, що вагітна і покинула групу. Восени 2012 року Ксенія Новикова, паралельно з роботою в групі, почала сольну кар'єру, записавши сольну пісню «Я так хочу тебе забути» . Оновленим складом група записала ще кілька нових пісень: «Милий мій», «З чого ж», «Зелені очі», «День народження», «До екватора», «Втратити». 11 листопада 2013 року відбулася прем'єра відеокліпу «Втратити» на каналі RU.TV, а 14 листопада - його презентація в ресторані «Stakan».
24 липня 2014 року група «Блестящие» виступила на конкурсі «Нова хвиля 2014» в Юрмалі. Поряд з основними учасницями на сцені також виступили багато солістки минулих років                                                                                   
У жовтні 2015 року що прийшла на зміну Анастасія Осипова,Її замінила колишня солістка - Наталія Асмолова. У жовтні Ксенія Новикова оголосила про відхід. 16 жовтня пройшли зйомки кліпу на новий сингл «Бригада Маляров», на яких було презентовано оновлений склад групи. Новими учасницями стали Сільвія Золотова та Христина Ілларіонова. У листопаді «Блестящие» в складі з Ксенією Новікової і новими учасницями виступили на церемонії, присвяченій 20-річчю «Золотого Грамофона» з піснею «А я все літала» і отримали нагороду за цю пісню
13 лютого 2016 року в честь 20-річчя колективу вийшов випуск програми «Сьогодні ввечері», в якому крім учасниць поточного складу брали участь і багато колишні солістки групи за 20 років її існування. 30 грудня вийшов збірник пісень «Best 20» . У червні 2017 року Надія Ручка пішла в декретну відпустку  і група в складі тріо представила сингл «Любов». На концертах замість Ручки деякий час виступала Наталія Асмолова. У серпні Надія народила сина, і повідомила, що не повернеться в колектив. У травні 2018 року Ксенія Новикова повернулася в колектив втретє і в оновленому складі випустили пісню «Свисток кличе» разом зі Світланою Феодуловой

## Склад
| Період                        | Склад           | Склад            | Склад               | Склад             | Склад           |
| ----------------------------- | --------------- | ---------------- | ------------------- | ----------------- | --------------- |
| Березень 1995 — Березень 1996 | Ольга Орлова    | Поліна Іодіс     |                     | Варвара Корольова |                 |
| Березень 1996 — Березень 1997 | Ольга Орлова    | Поліна Іодіс     | Ірина Лук'янова     | Варвара Корольова |                 |
| Березень 1997 — Березень 1998 | Ольга Орлова    | Поліна Іодіс     | Ірина Лук'янова     | Фріске Жанна      |                 |
| Березень 1998— Листопад 1998  | Ольга Орлова    | Поліна Іодіс     | Ірина Лук'янова     | Фріске Жанна      |                 |
| Листопад 1998 — Серпень 1999  | Ольга Орлова    |                  | Ірина Лук'янова     | Фріске Жанна      |                 |
| Серпень 1999 — Листопад 2000  | Ольга Орлова    | Ксенія Новікова  | Ірина Лук'янова     | Фріске Жанна      |                 |
| Листопад 2000 — Серпень 2001  |                 | Ксенія Новікова  | Ірина Лук'янова     | Фріске Жанна      |                 |
| Серпень 2001 — Березень 2003  | Юлія Ковальчук  | Ксенія Новікова  | Ірина Лук'янова     | Фріске Жанна      |                 |
| Березень 2003 — Червень 2003  | Юлія Ковальчук  | Ксенія Новікова  |                     | Фріске Жанна      |                 |
| Червень 2003 — Вересень 2003  | Юлія Ковальчук  | Ксенія Новікова  | Ганна Семенович     | Фріске Жанна      |                 |
| Вересень 2003 — Квітень 2004  | Юлія Ковальчук  | Ксенія Новікова  | Ганна Семенович     | Надія Ручка       |                 |
| Квітень 2004 — Березень 2007  | Юлія Ковальчук  | Ксенія Новікова  | Ганна Семенович     | Надія Ручка       |                 |
| Березень 2007 — Травень 2007  | Юлія Ковальчук  | Ксенія Новікова  | Анастасія Оспипова  | Надія Ручка       |                 |
| Травень 2007 — Жовтень 2007   | Юлія Ковальчук  | Наталія Асмолова | Анастасія Оспипова  | Надія Ручка       |                 |
| Жовтень 2007 — Лютий 2008     | Наталія Фріске  | Наталія Асмолова | Анастасія Оспипова  | Надія Ручка       |                 |
| Лютий 2008 — Червень 2008     | Наталія Фріске  | Ганна Дубовицька | Анастасія Оспипова  | Надія Ручка       |                 |
| Червень 2008 — Листопад 2009  | Юліана Лукашева | Ганна Дубовицька | Анастасія Оспипова  | Надія Ручка       |                 |
| Листопад 2009 — Червень 2011  | Марина Бережна  | Ганна Дубовицька | Анастасія Оспипова  | Надія Ручка       |                 |
| Червень 2011 – Вересень 2011  | Марина Бережна  | Ганна Дубовицька | Анастасія Оспипова  | Надія Ручка       | Ксенія Новікова |
| Вересень 2011 — Червень 2015  | Марина Бережна  |                  | Анастасія Оспипова  | Надія Ручка       | Ксенія Новікова |
| Червень 2015 — Жовтень 2015   | Марина Бережна  | Сільвія Золотова |                     | Надія Ручка       | Ксенія Новікова |
| Жовтень 2015 — Січень 2016    | Марина Бережна  | Сільвія Золотова | Наталія Асмолова    | Надія Ручка       |                 |
| Січень 2016 — Червень 2017    | Марина Бережна  | Сільвія Золотова | Христина Іларіонова | Надія Ручка       |                 |
| Червень 2017 — Травень 2018   | Марина Бережна  | Сільвія Золотова | Христина Іларіонова | Наталія Асмолова  |                 |
| Травень 2018— травень 2022    | Марина Бережна  | Сільвія Золотова | Христина Іларіонова | Ксенія Новікова   |                 |
| Травень 2022 – по наш час     | Марина Бережна  | Сільвія Золотова | Христина Іларіонова | Ксенія Новікова   | Надія Ручка     |

## Сингли
| Рік  | Пісня                           | Автор слів / музики                                            | Склад                                                     |
| ---- | ------------------------------- | -------------------------------------------------------------- | --------------------------------------------------------- |
| 1995 | Там только там                  | Лоліта Полтавська, Едуард Зенов, Ольга Орлова / Андрій Грозний | О. Орлова, П. Іодіс, В. Корольова                         |
| 1996 | Туман                           | Андрій Грозний                                                 | О. Орлова, П. Іодіс, В. Корольова, І. Лук'янова           |
| 1997 | Цветы                           | Кристіан Рей                                                   | О. Орлова, П. Іодіс, І. Лук'янова, Ж. Фріске              |
| 1997 | Облака                          | Андрій Грозний                                                 | О. Орлова, П. Іодіс, І. Лук'янова, Ж. Фріске              |
| 1998 | Ча-ча-ча                        | Ольга Орлова / Андрій Грозний                                  | О. Орлова, П. Іодіс, І. Лук'янова, Ж. Фріске              |
| 1998 | Где же ты, где?                 | Ольга Орлова / Андрій Грозний                                  | О. Орлова, П. Іодіс, І. Лук'янова, Ж. Фріске              |
| 1998 | Новый год                       | Ольга Орлова / Андрій Грозний                                  | О. Орлова, І. Лук'янова, Ж. Фріске                        |
| 1999 | Милый рулевой                   | Ольга Орлова / Андрій Грозний                                  | О. Орлова, І. Лук'янова, Ж. Фріске, К. Новикова           |
| 1999 | За осенью придет зима           | Ольга Орлова / Андрій Грозний                                  | О. Орлова, І. Лук'янова, Ж. Фріске, К. Новикова           |
| 1999 | Чао, бамбино!                   | Ольга Орлова / Андрій Грозний                                  | О. Орлова, І. Лук'янова, Ж. Фріске, К. Новикова           |
| 2000 | Чао, бамбино! ( Remix )         | Ольга Орлова / Андрій Грозний, Олексій Рижов                   | О. Орлова, І. Лук'янова, Ж. Фріске, К. Новикова           |
| 2000 | Белым снегом                    | Тетяна Іванова / Андрій Грозний                                | О. Орлова, І. Лук'янова, Ж. Фріске, К. Новикова           |
| 2001 | Долго тебя ждала                | Тетяна Іванова / Андрій Грозний                                | І. Лук'янова, Ж. Фріске, К. Новикова                      |
| 2001 | Ау–ау                           | Андрій Грозний                                                 | І. Лук'янова, Ж. Фріске, К. Новикова, Ю. Ковальчук        |
| 2002 | За четыре моря                  | Тетяна Іванова / Андрій Грозний                                | І. Лук'янова, Ж. Фріске, К. Новикова, Ю. Ковальчук        |
| 2002 | За четыре моря ( Remix )        | Тетяна Іванова / Андрій Грозний                                | І. Лук'янова, Ж. Фріске, К. Новикова, Ю. Ковальчук        |
| 2002 | Журавль                         | Ольга Орлова / Андрій Грозний                                  | І. Лук'янова, Ж. Фріске, К. Новикова, Ю. Ковальчук        |
| 2002 | А я все летала                  | Ксенія Новикова / Андрій Грозний                               | І. Лук'янова, Ж. Фріске, К. Новикова, Ю. Ковальчук        |
| 2003 | Апельсиновая песня              | Тетяна Іванова /Андрій Грозний                                 | Ж. Фріске, К. Новикова, Ю. Ковальчук, Г. Семенович        |
| 2003 | Апельсинова песня ( remix )     | Тетяна Іванова /Андрій Грозний                                 | Ж. Фріске, К. Новикова, Ю. Ковальчук, Г. Семенович        |
| 2004 | Новогодняя песня                | Тетяна Іванова /Андрій Грозний                                 | К. Новикова, Ю. Ковальчук, Г. Семенович, Н. Ручка         |
| 2004 | Новогодняя песня ( remix )      | Тетяна Іванова /Андрій Грозний                                 | К. Новикова, Ю. Ковальчук, Г. Семенович, Н. Ручка         |
| 2005 | Капитан дальнего плаванья       | Тетяна Іванова /Андрій Грозний                                 | К. Новикова, Ю. Ковальчук, Г. Семенович, Н. Ручка         |
| 2005 | Огонёк                          | Народна                                                        | К. Новикова, Ю. Ковальчук, Г. Семенович, Н. Ручка         |
| 2005 | Пальмы парами                   | Тетяна Іванова / Андрій Грозний                                | К. Новикова, Ю. Ковальчук, Г. Семенович, Н. Ручка         |
| 2005 | Брат мой десантник              | Тетяна Іванова / Андрій Грозний                                | К. Новикова, Ю. Ковальчук, Г. Семенович, Н. Ручка         |
| 2005 | Восточные сказки ( feat Arash ) | Тетяна Іванова / Arash                                         | К. Новикова, Ю. Ковальчук, Г. Семенович, Н. Ручка         |
| 2006 | Агент 007                       | Катерина Ракова / Андрій Грозний                               | К. Новикова, Ю. Ковальчук, Г. Семенович, Н. Ручка         |
| 2007 | Тили-тесто                      | Тетяна Іванова / Андрій Грозний                                | К. Новикова, Ю. Ковальчук, Н. Ручка                       |
| 2007 | Как звезда                      | Тетяна Іванова / Андрій Грозний                                | К. Новикова, Ю. Ковальчук, Н. Ручка, А. Осипова           |
| 2008 | Одноклассники                   | Тетяна Іванова / Андрій Грозний                                | Н. Ручка, А. Осипова￼, Г. Дубовицька, Ю. Лукашева         |
| 2008 | Знаешь милый                    | Катерина Ракова / Андрій Грозний                               | Н. Ручка, А. Осипова￼, Г. Дубовицька, Ю. Лукашева         |
| 2010 | Шар                             | Катерина Ракова / Андрій Грозний                               | Н. Ручка, А. Осипова, Г. Дубовицька, М. Бережна           |
| 2010 | Утро                            | Катерина Ракова / Андрій Грозний                               | Н. Ручка, А. Осипова, Г. Дубовицька, М. Бережна           |
| 2011 | Любовь                          | Денис Ковальський                                              | Н. Ручка, А. Осипова, Г. Дубовицька, М. Бережна           |
| 2011 | Милый мой                       | Іван Чабанов / Вадим Лосєв                                     | Н. Ручка, А. Осипова, М. Бережна, К. Новикова             |
| 2011 | Любовь (remix)                  | Денис Ковальський                                              | Н. Ручка, А. Осипова, М. Бережна, К. Новикова             |
| 2012 | Зеленые глаза                   | Андрій Грозний                                                 | Н. Ручка, А. Осипова, М. Бережна, К. Новикова             |
| 2013 | День рождения                   | невідомо                                                       | Н. Ручка, А. Осипова, М. Бережна, К. Новикова             |
| 2013 | К Экватору                      | невідомо                                                       | Н. Ручка, А. Осипова, М. Бережна, К. Новикова             |
| 2013 | Потерять                        | Денис Ковальський                                              | Н. Ручка, А. Осипова, М. Бережна, К. Новикова             |
| 2015 | Не отдавай меня никому          | невідомо                                                       | Н. Ручка, А. Осипова, М. Бережна, К. Новикова             |
| 2016 | Бригада маляров                 | Андрій Грозний                                                 | Н. Ручка, М. Бережна￼, С. Золотова, Х. Іларіонова         |
| 2017 | Это любовь                      | Невідомо                                                       | М. БережнаС. Золотова, Х Іларіонова,                      |
| 2017 | Рыжая девочка                   | Невідомо                                                       | М. БережнаС. Золотова, Х Іларіонова,                      |
| 2017 | Солнце                          | Невідомо                                                       | М. БережнаС. Золотова, Х Іларіонова,                      |
| 2018 | Свисток Зовёт                   |                                                                | М. БережнаС. Золотова Х. Іларіонова, К. Новикова          |
| 2020 | «Волны»                         | Тетяна Іванова/Андрій Грозний                                  | М. БережнаС. Золотова Х. Іларіонова, К. Новикова          |
| 2020 | «Звездочка»                     | Тетяна Іванова/Андрій Грозний                                  | М. БережнаС. Золотова Х. Іларіонова, К. Новикова          |
| 2022 | «Другая» (feat. Супер Жорик)    |                                                                | М. Бережна С. Золотова Х. Іларіонова К. Новікова Н. Ручка |